# Neduntheevu
Neduntheevu o Neduntivu (en tamil: நெடுந்தீவு, romanizado: Neṭuntīvu; en cingalés: ඩෙල්ෆ්ට්, romanizado: Ḍelfṭ) ), también conocida por su nombre holandés de «Delft», es una isla en el estrecho de Palk, al norte de Sri Lanka. Esta isla aparece como Delft en la Carta del Almirantazgo, a diferencia de las otras islas en la zona, que se llaman con sus nombres tamiles. La isla recibió el nombre en honor a la ciudad holandesa de Delft por Rijckloff van Goens. Llamó a las ocho islas más importante en honor de las ciudades neerlandesas, pero las otras siete fueron renombradas después con otros nombres locales. 
Neduntheevu tiene una superficie de 50 km² y es más o menos de forma ovalada. Su longitud es de 8 km y su anchura máxima es de unos 6 km. Es una isla plana, rodeada de aguas poco profundas, con playas de arena y de fragmentos de coral. La vegetación es de tipo tropical semiárida, con palmeras de Palmira, arbustos secos y pastos que crecen sobre el suelo gris pálido, poroso y coralino. El agua es ligeramente salobre y se extrae de pozos poco profundos mediante cubos hechos con hojas de palma de Palmira,En cuanto a la fauna, destaca la presencia de caballos salvajes por toda la isla. Son ponis salvajes, descendientes de antepasados abandonados allí en la época holandesa. 
La población de Neduntheevu es de etnia tamil. La mayoría vive en villas tranquilas, cerca de la costa septentrional.En 2008, se libró una batalla naval frente a las costas de la isla, durante la Guerra Civil de Sri Lanka. 

## Arqueología
En la parte noroeste de la isla se han descubierto las ruinas de un antiguo templo budista y en la costa occidental se han identificado los restos de un templo hindú construido en estilo chola, durante los siglos X u XI. también quedan ruinas de un fuerte colonial holandés.
En 2013, arqueólogos marinos de la Unidad de Arqueología Marítima (MAU, en sus siglas en inglés), del Fondo Cultural Central (CCF), descubrieron algunas losas de coral erosionadas, que contenían escrituras tamil. En principio, se dataron en los siglos XIV y XV. Sin embargo, cuando se descubrió otra losa de coral grabada en escritura inglesa moderna en el mismo sitio, con las mismas condiciones de erosión, se identificó que todas estas inscripciones no fueron grabadas en los siglos XIV y XV, sino en el pasado reciente.